# 4959 Niinoama
Niinoama (asteróide 4959) é um asteróide da cintura principal com um diâmetro de 27,96 quilómetros, a 3,1368977 UA. Possui uma excentricidade de 0,004945 e um período orbital de 2 044,46 dias (5,6 anos).
Niinoama tem uma velocidade orbital média de 16,77513875 km/s e uma inclinação de 8,9889º.
Este asteróide foi descoberto em 15 de Agosto de 1991 por Akira Natori, Takeshi Urata.